# مقاطعة هونولولو (هاواي)
مقاطعة هونولولو هي مقاطعة مدينة موحدة، ومقاطعة في هاواي، بلغ عدد سكانها 953٬207  نسمة، في 2010، عاصمتها هونولولو، تبلغ مساحتها 5٬509 كيلومتر مربع، رمزها البريدي هو 96801–96898.

## الموقع
تشترك في الحدود مع:
- مقاطعة كاواي (هاواي)
- مقاطعة ماوي (هاواي).

## مدن توأم
المدن التوأم:
- هيروشيما
- باغويو
- مومباي
- Bruyères [الإنجليزية]‏
- كاراكاس
- مدينة سيبو
- فونشال
- كاوهسيونغ
- لاواغ
- مانيلا
- الرباط
- سان خوان، بورتوريكو
- كيزيل
- ماراكايبو
- فيغان
- زونغشان
- جزر أندمان ونيكوبار
- سينترا.

## التقسيمات الإدارية
- هونولولو.